# ヤンスピード
ヤンスピード・テクノロジーズ株式会社（英語;Janspeed Technologies Ltd）は、排気システムを専門とする自動車のパフォーマンスチューニング会社。同社は1962年にヤノス・オドールによって設立された。
アストンマーティン、ロータス、ベントレーなど、多くの高級車メーカーやパフォーマンスカーメーカーと緊密に連携。ヤンスピードは、顧客製品だけでなく、レースカーの準備事業でもあり、イギリスツーリングカー選手権（BTCC）と旧ドイツツーリングカー選手権（DTM）ためにダットサンとその後の日産車を製造した。

## 歴史
1956年、ヤノス・オドールはハンガリーから英国に移住し、ダウントンエンジニアリングで修行した後、1962年10月にソールズベリーにヤンスピード エンジニアリング Ltdとして会社を設立。ヤンスピードは当初、BMC Miniの排気装置とパフォーマンス部品を専門としていたが、すぐにターボチャージャーユニットやボクスホールやフォードの車両にも適合するように設計されたその他の機器を提供するようになった。

## 製品
ヤンスピードは、多数の車両や主要な自動車メーカー向けにパフォーマンスエキゾーストを製造。ティア1および2のサプライヤーステータスを取得した後、現在、より大量のOEMプロジェクトに焦点を合わせている。
過去数年間、ヤンスピードはオーダーメイドの注文と設計に対応し、ダウンパイプやマニホールドなどの個別の排気部品を供給していました。同社はまた、多くの異なる自動車メーカーにターボチャージャーアプリケーションと変換キットを提供した。

## モータースポーツ
同社はロードユーザーにパフォーマンスパーツを提供するだけでなく、モーターレースとの長い関係を築いてきた。ヤンスピードは、1968年にブリティッシュ・レイランドと契約を結び、ロンドンからシドニーへのマラソンに向けて車を準備した。これに続いて、ヤンスピードはダットサンから契約を獲得し、1973年に英国のエイボンツアーのためにワークスカーを製造した。1974年から76年に成功を収め、ダットサン・サニーがオランダツーリングカー選手権で優勝した。

## イギリス ツーリングカー選手権
1990年、ヤンスピードは耐久レースのグループN仕様に合わせて日産・スカイラインGT-Rを構築し、スパ・フランコルシャン24時間レースとニュルブルクリンク24時間レースで優勝した。日産とのパートナーシップに基づいて、ヤンスピードは1991年から始まるBTCCに日産・プリメーラで参戦する契約をした。
BTCCは、ホモロゲーションスペシャルを排除し、スーパーツーリング規則としてよく知られているメーカーのサポートを引き付けるために、2.0Lエンジンの車のみにシリーズを開放するという大きな規則変更を受けたばかりだった。日産は競争の可能性を見て、フルタイムでシリーズに参加することを決定した。ヤノスがチーム代表として、アラン・エラフィーがチームマネージャーとしてチームを立ち上げた。ヤノスの息子のキース・オドールとジュリアン・ベイリーを起用して参戦。カストロールオイルからのスポンサーを得て、車には可能性が秘められていたが、まだ開発が必要だった。キースはシリーズ17位だった。
キースは1992年に最初にアンディ・ミドルハースト、次にジェームス・ウィーバーと提携し、キースの結果は前年よりも向上。シリーズ12位で、チームランキングでも4位となった。ドニントンで開催されたノンタイトル戦のTOCAシュートアウトにも参戦。オドールのマシンは横転して、オールドヘアピンのフェンスを越える事故に見舞われてしまったが、それまで優勝したトヨタのアンディ・ロウズに次ぐ、2位を走行していた。
1993年は更に良い結果を得た。オドールはトリプルBTCCチャンピオンのウィン・パーシーとペアになり、車は大幅に改良された。キースは、 1993年イギリスグランプリのサポートレースで、スティーブ・ソパー、ウィル・ホイ、ヨアヒム・ヴィンケルホック、ポール・ラディシッチ、ジョン・クレランド、それに元チームメイトのジュリアン・ベイリーらを抑えて優勝。チームメイトのパーシーも2位となり、素晴らしい結果を残した。キースはシーズン終了時に総合6位であった。
ヤンスピード ニッサンは、デイヴィッド・ブラウンのデイヴィッド ブラウン Ltdが開発したギアボックスを使用しました。
次のシーズンは苦戦。他のメーカーはシリーズに数百万ポンドを投資し、マシンの開発費用は高騰し始めていた。チームはオールドスパイスのスポンサードを得て、エリック・ヴァン・デ・ポールとティフ・ニーデルが新たにチームに加入した。同年参戦を開始した、アルファロメオや前年から参戦を始めた、ルノーやフォードなど強力なライバルに苦戦するようになった為、年末に、日産はドイツ・スーパーツーリング選手権（STWカップ）に集中するためにBTCCから撤退。これにより、ヤンスピードもシリーズを離れた。
日産は1996年にアンディ・ロウズが運営するセミワークスチームとしてシリーズに復帰し、後にRMLが運営して、新型プリメーラのアンソニー・レイドが98年に2位となってチームと製造者タイトルを獲得し、99年には、ローレン・アイエロがチャンピオン、デイビッド・レズリーも2位となって再び成功を修めた。

## ドイツ スーパーツーリング選手権
ヤンスピードは1995年シーズンにSTWカップに移籍し、BMSスクーデリア・イタリアと提携して参戦。ドライバーは、キース、イヴァン・カペリ、サッシャ・マーセン。BMWとアウディが有利と言われており、日産、フォード、ホンダは苦戦を強いられていた。不利な状況の中ではあったが、キースはシーズン後半にアヴスでポール・ポジションを獲得。最終チャンピオンで、BTCC時代からのライバルでもある、ヨアヒム・ヴィンケルホックに第1レースで競り勝って優勝した。同年アウディ、BMW以外のマシンで参戦して優勝したドライバーは、キースを除くとフォード・モンデオをドライブし、後に日産チームに加入することになるローランド・アッシュのみであり、全16戦中14戦はBMWかアウディが優勝している。第2レースでもトップグループに着けていたが、マシントラブルによりスピンに見舞われ、オドールのマシンを避けれなかったフランク・ビエラのアウディ・A4が運転席のドア部分にサイドに直撃した。その衝撃でオドールは重傷を負い、彼はその夜遅くに亡くなった。